# Chambre de commerce et d'industrie Artois
La chambre de commerce et d'industrie Artois est l'une des sept chambres de commerce et d'industrie (CCI) rattachées à la chambre de commerce et d'industrie de a région Hauts-de-France. Elle est issue de la fusion en 2010 des CCI d'Arras, de Béthune et de Lens. Son siège est à Arras au 8 rue du 29 juillet, dans les locaux de l'ancienne chambre de commerce et d'industrie d'Arras.
Cette CCI rassemble les territoires d'Arras, Béthune et Lens.
Elle dispose actuellement de trois agences de proximité :
- Agence d'Arras : 8 rue du 29 juillet
- Agence de Béthune : 44 rue Sadi Carnot
- Agence de Lens : 3 avenue Elie Reumaux

## Mission
Elle représente les intérêts des 20 000 entreprises commerciales, industrielles et de service des arrondissements d'Arras, de Lens et de Béthune.
Comme les autres CCI territoriales des Hauts-de-France, elle exerce des missions de service auprès des entreprises de sa circonscription dans le cadre des orientations données par la CCI de région à laquelle elle est rattachée.
À ce titre :
- Elle gère un centre de formalités des entreprises (CFE).
- Elle peut assurer, en conformité avec les schémas sectoriels, la maîtrise d'ouvrage de tout projet d'infrastructure ou d'équipement ou gérer tout service concourant à l'exercice de ses missions.
- Elle peut se voir chargée par l’État, ou toute autre personne publique territoriale, de gérer toute infrastructure ou équipement, notamment de transport, concourant à l'exercice de ses missions.
- Elle peut créer et gérer des établissements de formation professionnelle initiale et continue en cohérence avec le schéma sectoriel.
- Elle peut transférer à la CCI de région une activité ou un équipement antérieurement géré par elle.

### Service aux entreprises
- Centre de formalités des entreprises
- Assistance technique au commerce
- Assistance technique à l'industrie
- Assistance technique aux entreprises de service

### Gestion d'équipements
- Le port fluvial de Béthune-Beuvry
- L'aéroport d'Arras - Roclincourt
- La pépinière d'entreprise Creartois à Saint-Laurent-Blangy
- Le centre d'exposition et de congrès, le parc Artois Expo[1]
- Le pôle d'excellence régional d'Euralogistique

### Centres de formation
- Institut Des Managers (IDM) ;
- SIADEP.

## Historique
- Décembre 2007 : Projet de fusion pour 2010 avec la chambre de commerce et d'industrie de Béthune et la chambre de commerce et d'industrie de l'arrondissement de Lens pour former la chambre de commerce et d'industrie de l'Artois.
- 27 février 2009 : Décret no 2009-237 sur la fusion de la chambre de commerce et d'industrie d'Arras avec celle de Béthune et de Lens pour former la chambre de commerce et d'industrie de l'Artois en 2010.
- 22 décembre 2010 : Installation officielle de la CCI territoriale Artois.

## Pour approfondir